# Грантс Крік (канал)
Грантс Крік (англ. Grants Creek) — річка-канал, повноводний канал в окрузі Коросаль (Беліз). Довжиною до 10 км. Свої води несе до Карибського моря, зокрема в затоку-бухту Четумаль, витікаючи з Куджой Лагуни (Cudjoe Lagoon) через тропічний ліс до Салтілло Лагуни (Saltillo Lagoon), а вже з неї в сторону затоки, доєднюючись до гирла великої річки — Ріо-Нуево (Rio Nuevo).
Протікає територією округу Коросаль, поруч поселень: Куппер Банк (Copper Bank) і Чунокс (Chunox). Річище неглибоке, розташоване в болотяній низині, гирло широке й утворює невеличкий естуарій при впадінні до озера Сека.